# Siła
Siła – wektorowa wielkość fizyczna będąca miarą oddziaływań fizycznych między ciałami.
Jednostką miary siły w układzie SI jest niuton [N]. Nazwa tej jednostki pochodzi od nazwiska angielskiego fizyka Isaaca Newtona. W układzie CGS jednostką siły jest dyna. W układzie ciężarowym jednostką siły jest kilogram-siła [kgf] (lub [kG], inaczej kilopond [kp]).
Siła ma wartość 1 N, jeżeli nadaje ciału o masie 1 kg przyspieszenie 1 m/s².

## Definicja
Jeżeli ciało zmienia swój pęd z upływem czasu, to jest to skutkiem działania niezrównoważonej siły. Newton zdefiniował siłę jako pochodną zmian pędu ciała względem czasu, czyli chwilową prędkość zmian pędu {\displaystyle {\vec {p}}} ciała, na które siła działa
{\displaystyle {\vec {F}}={\frac {d{\vec {p}}}{dt}}.}
Działająca siła może powodować ruch ciała jako całości albo jego deformację (np. ugięcie obciążonej deski lub rozciągnięcie sprężyny). W przypadku deformacji powyższa definicja pozwala określić siły działające na poszczególne fragmenty ciała. Działając siłą na ciało sztywne (tj. trudno ulegające odkształceniom), trudno zauważyć, by jakakolwiek jego część się poruszała. Jednakże odkształcenie, a tym samym chwilowa zmiana pędu fragmentów ciała, następuje. Np. w przypadku siły ściskającej atomy lub cząsteczki tworzące ciało zbliżają się do siebie, co powoduje powstanie sił odpychających między atomami lub cząsteczkami.
Korzystając z definicji pędu, zgodnie z mechaniką Newtonowską, można zapisać wzór wiążący siłę z przyspieszeniem {\displaystyle a} i masą {\displaystyle m,} jako {\displaystyle {\vec {F}}={\frac {d(m{\vec {v}})}{dt}}=m{\frac {d{\vec {v}}}{dt}}+{\vec {v}}{\frac {dm}{dt}},}
(gdzie {\displaystyle v} jest prędkością ciała). Druga część wyrażenia, po plusie, dotyczy sytuacji gdy ciało zmienia swoją masę. Może to dotyczyć lotu rakiety lub kropli spadającej w powietrzu i parującej. Dla prostszej sytuacji, gdy masa ciała nie ulega zmianie, wzór ten redukuje się więc do:
{\displaystyle {\vec {F}}=m{\frac {d{\vec {v}}}{dt}},\qquad {\vec {F}}=m{\vec {a}}.}

## Siła zachowawcza
Jeżeli dany układ oddziałuje z innymi układami za pomocą sił zachowawczych, to oddziaływanie takie nie zmienia energii mechanicznej układu. Jedynie do takich układów stosuje się zasada zachowania energii mechanicznej.
Siła zachowawcza nie może zależeć jawnie od czasu. Jeżeli dla danego pola sił niezależnego od czasu istnieje funkcja skalarna {\displaystyle V({\vec {r}})} (zwana potencjałem sił), taka że jej gradient jest równy danej sile (z dokładnością do znaku)
{\displaystyle {\vec {F}}({\vec {r}})=-\nabla V({\vec {r}}),}
to siła jest zachowawcza; potencjał {\displaystyle V({\vec {r}})} pola sił nazywany jest energią potencjalną układu w położeniu {\displaystyle {\vec {r}},} a siła o takiej własności nazywana jest siłą potencjalną konserwatywną (zachowawczą).
Istnieją siły mające potencjał, ale zależne od czasu. Siły takie nie są zachowawcze.
Istnieją też siły niepotencjalne, które są zachowawcze (np. siła Lorentza).

## Siła centralna
Siła centralna – to siła, która działa w kierunku do lub od źródła siły. Gdy początek układu współrzędnych {\displaystyle 0} umieści się w źródle sił, to siłę centralną można zapisać w postaci
{\displaystyle {\vec {F}}=F({\vec {r}})\,{\vec {e}}_{r},}
gdzie {\displaystyle F({\vec {r}})} – moduł wektora siły, a {\displaystyle {\vec {e}}_{r}={\frac {\vec {r}}{|{\vec {r}}|}}} – wersor (wektor jednostkowy) skierowany od centrum siły do punktu {\displaystyle 0.}
Siły centralne są siłami zachowawczymi, przy czym potencjał tych sił zależy tylko od odległości od centrum siły. Ciała na które oddziałują jedynie siły centralne, posiadają stały moment pędu.
Siłami centralnymi są np. siła grawitacji kuli lub siła elektrostatyczna ładunku punktowego.

## Siła skupiona
Pojęcie siły skupionej występujące w fizyce i technice jest pewną idealizacją obciążeń rzeczywistych. Siła skupiona, w ścisłym znaczeniu tego słowa, w realnej rzeczywistości nie istnieje. Jest ona zawsze wypadkową działania obciążeń rozłożonych w sposób ciągły w pewnych obszarach przestrzeni trój, dwu lub jednowymiarowych. Taką wypadkową może być na przykład ciężar ciała, siła podłużna w pręcie rozciąganym lub parcie wiatru na ścianę budynku. W każdym przypadku do obliczenia wypadkowej konieczna jest znajomość rozkładu gęstości (intensywności) obciążenia we właściwym obszarze przestrzeni. W tym obszarze dokonuje się redukcji rzeczywistego obciążenia do dwu wektorów głównych: sił i momentów, względem wybranego bieguna redukcji.